# Mark Phillips

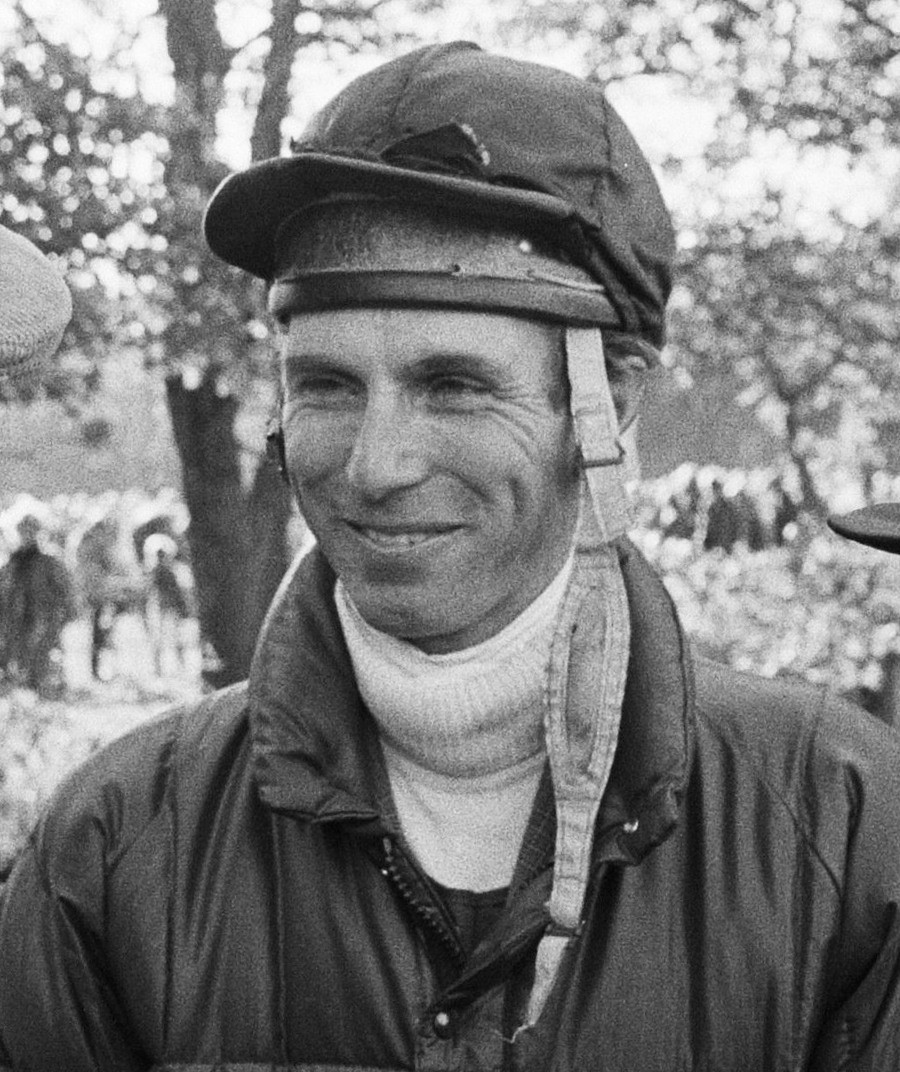
Mark Phillips 1980.

Mark Anthony Peter Phillips, född 22 september 1948 i Tetbury i Gloucestershire, är en brittisk ryttare och tidigare make till prinsessan Anne.
Vid Olympiska sommarspelen 1972 i München tog Phillips guld i lagtävlingen i fälttävlan. Vid Olympiska sommarspelen 1988 i Seoul tog han silver i samma gren.
Phillips gifte sig med prinsessan Anne den 14 november 1973 i Westminster Abbey. Paret fick två barn, Peter Phillips och Zara Phillips. Även dottern Zara har tävlat i fälttävlan. År 1985 föddes Mark Phillips utomäktenskapliga dotter Felicity efter en affär med den nyzeeländska konstläraren Heather Tonkin. År 1989 meddelade Phillips och prinsessan Anne att de skulle separera och 1992 skildes paret. År 1997 gifte han om sig med den amerikanska dressyrryttaren Sandy Pflueger och samma år föddes deras dotter Stephanie. År 2012 skildes paret.